# Saint-Martin-sur-la-Chambre
Saint-Martin-sur-la-Chambre település Franciaországban, Savoie megyében. Lakosainak száma 530 fő (2022. január 1.). Saint-Martin-sur-la-Chambre La Chambre, Notre-Dame-du-Cruet, Saint-Avre és Saint François Longchamp községekkel határos.

## Népesség
A település népessége az elmúlt években az alábbi módon változott:
| Lakosok száma | 535  | 541  | 560  | 552  | 549  | 544  | 541  | 536  | 530  |
|               | 2013 | 2015 | 2016 | 2017 | 2018 | 2019 | 2020 | 2021 | 2022 |